# Wieża (wieś)
Wieża (niem. Wiesa) – wieś w Polsce położona w województwie dolnośląskim, w powiecie lwóweckim, w gminie Gryfów Śląski.

## Podział administracyjny
W latach 1975–1998 miejscowość administracyjnie należała do województwa jeleniogórskiego.

## Nazwa
W kronice łacińskiej Liber fundationis episcopatus Vratislaviensis (pol. Księga uposażeń biskupstwa wrocławskiego) spisanej za czasów biskupa Henryka z Wierzbna w latach 1295–1305 miejscowość wymieniona jest w zlatynizowanej formie Wes. W roku 1613 śląski regionalista i historyk Mikołaj Henel z Prudnika wymienił miejscowość w swoim dziele o geografii Śląska pt. Silesiographia podając jej łacińską nazwę: Wise pagus.

## Historia
Wieś, położona na terenie historycznych Łużyc Górnych przy granicy ze Śląskiem, została założona przez kolonistów niemieckich, prawdopodobnie w II połowy XIII w. Najstarszy zachowany dokument wymieniający jej nazwę pochodzi z 1294 r. (według innych źródeł z 1346 r.). Dzięki nadgranicznemu położeniu miejscowość pełniła ważną rolę w XVII i XVIII w., kiedy to istniejący w górnej części wsi kościół ewangelicki stał się ośrodkiem religijnym dla prześladowanych na Śląsku protestantów (kościół graniczny). W roku 1669 wzniesiono drugą świątynię ewangelicką w dolnej części wsi, która służyła przede wszystkim mieszkańcom pobliskiego Gryfowa Śląskiego; wkrótce stała się ona znaczącym centrum pietyzmu.
Przed 1945 r. obecna Wieża dzieliła się na dwie wsie: Nieder-Wiesa (Wieża Dolna) i Ober-Wiesa (Wieża Górna).
W 1946 r. zniszczony został kościół w górnej części wsi, w 1949 r. zniszczono również kościół w Wieży Dolnej. 

## Zabytki
Do wojewódzkiego rejestru zabytków wpisana jest:
- pastorówka, obecnie dom mieszkalny, z 1780 r., przebudowana na początku XX w.